# Half-Life 2: Episode Two
Half-Life 2: Episode Two (EP2) es el segundo videojuego en una trilogía de episodios de Half-Life 2, secuela del videojuego Half-Life 2 de Valve. El 24 de mayo de 2006, después de que fuera anunciado Half-Life 2: Episode One, Valve anunció que Episode Two sería publicado a finales de 2006, y tras sucesivos retrasos, a otoño de 2007. Los dos primeros episodios han sido desarrollados simultáneamente por equipos separados.
Siguiendo los eventos de Half-Life 2: Episode One, Gordon Freeman, junto a Alyx Vance, deben seguir su camino más allá de Ciudad 17 hasta un nuevo emplazamiento rebelde para evitar un feroz contraataque enemigo que podría significar el fin de su lucha.

## Historia

### Camino a White Forest
La historia empieza exactamente donde termina Half-Life 2: Episode One, haciendo un breve resumen de la historia conocida hasta ahora, y después de este lapso nos encontramos en el vagón de tren donde escapamos, totalmente destruido por la explosión de Ciudad 17. Alyx Vance se encuentra con vida y ayuda a Gordon a salir del tren, tras lo cual le devuelve la pistola de gravedad. Ambos descubren que donde antes estaba la ciudadela de Ciudad 17 ahora hay un haz de energía gigante que emana explosiones espontáneas cada cierto tiempo. Este haz finaliza en un enorme círculo resplandeciente en el cielo. Después de un corto avance, Alyx se logra comunicar con su padre, Eli Vance y el doctor Kleiner, quienes explican que aparentemente el haz de energía es la creación de un portal gigante que tiene planeado la Alianza para una nueva invasión en masa. Alyx avisa a su padre, Eli, de la información que encontró en la ciudadela, dejada por la doctora Mossman que podría ser importante. Todos los científicos apuestan a que en esos datos, está el código de apertura y cierre del portal, y por eso la Alianza ha estado persiguiendo a Alyx y Gordon. De nuevo ambos emprenden un nuevo viaje en dirección a White Forest, la base donde se encuentra Eli Vance e Isaac Kleiner, añadiendo un nuevo personaje, el doctor Magnusson, un hombre pedante y de pocos amigos que está desarrollando un cohete para cerrar el portal gigante, pero que requiere de la información que Alyx y Gordon tienen.
En el camino Gordon y Alyx son atacados por un "Raptor", ("Hunter", en inglés) que deja a esta última muy malherida, pero son encontrados por un vortigaunt que estabiliza a Alyx y sabe de una cura para sus heridas. Para curarla y salvarle la vida, llama a otros compañeros vortigaunt usando su sistema vortal y le indica a Gordon que encontrarán refugio adentrándose en la mina. Sin embargo Gordon se separa y deberá encontrar el refugio por su cuenta.

### Sin señales vortales
Freeman llega a la guarida del vortigaunt y junto a 2 rebeldes llamados Griggs y Sheckley debe esperar a que lleguen los otros 3 vortigaunts. Mientras esperan, Gordon y los rebeldes deben defender la base y a Alyx en un espectacular combate contra un enorme enjambre de hormigas león que ataca violentamente. Eventualmente los otros 3 vortigaunts llegan para ayudar a contener la invasión, y posteriormente ayudan a mantener estable a Alyx mientras Gordon y el vortigaunt que lo rescató emprender el camino que los llevará a encontrar la cura. Dicha cura consiste de un extracto proveniente de la guardiana de las hormigas león, por la cual, Freeman tendrá que luchar dentro de las guaridas de las hormigas. Gordon y el vortigaunt regresan triunfantes, y, también con la ayuda de Freeman, realizan el ritual para curar a la joven. En mitad de esto G-Man aprovecha y hace una nueva aparición, deteniendo el tiempo. En ella le explica a Gordon sus verdaderos planes respecto a Alyx, revelando que si bien la rescató de Black Mesa, no fue desinteresadamente. Luego G-Man se arrodilla junto a una inconsciente Alyx y le susurra al oído que, cuando vuelva a ver a su padre, le diga la siguiente frase: "Prepárate para consecuencias imprevistas". Alyx despierta recuperada de sus heridas, aparentemente sin recordar a G-Man y retoma el camino junto a Gordon.

### Freeman Pontífice
Pronto descubren que la Alianza se está movilizando en dirección a White Forest, por lo que es necesario obtener un vehículo para llegar allí antes que ellos y avisar a Eli Vance y los demás. Luego de vencer a las guardianas de las hormigas león, llegan hasta una instalación donde Freeman debe vencer a una gran cantidad de zombis hasta llegar a un puente destruido donde se ubica un vehículo apto para llevar a Alyx y Gordon a White Forest.
Extra: el título de este capítulo del juego hace alusión al Padre Grigory, un monje demente con el que Freeman se cruzó  en su travesía por Ravenholm, la ciudad invadida de zombis de la que Gordon Freeman debe escapar durante los sucesos de Half Life 2. La gran cantidad de zombis presentes en esta parte del juego recuerdan a la situación parecida del capítulo "No vamos a Ravenholm", del mencionado videojuego.

### Rally sobre el fuego
Después de conseguir un auto ideal para la travesía y despedirse de su nuevo aliado, Gordon y Alyx emprenden su viaje a White Forest. Apenas comienzan la travesía, hallan una torre de radio e intentan alertar a White Forest de que La Alianza está en camino, pero son emboscados por un grupo de Raptores. Luego de derrotarlos intentan comunicarse con el Dr. Magnusson pero la transmisión es interferida por un Consejero. Al continuar llegan a una base de la resistencia, la cual fue recientemente atacada y todo su personal fue asesinado. Allí tienen su primer encuentro cara a cara con un Consejero que, antes de asesinarlos es malherido y escapa, llamando refuerzos. Entre ellos hay un helicóptero del que Gordon y Alyx deberán escapar hasta llegar a un emplazamiento rebelde en el que el helicóptero daña el motor del auto, sin embargo Gordon logra destruirlo arrojándole sus propias minas.

### Bajo el radar
Mientras reparan el auto, Gordon debe destruir un arma instalada a las afueras del complejo por La Alianza que está evitando que lleguen suministros a los rebeldes. Luego de esto Gordon y Alyx siguen su camino ahora con un radar instalado que con la ayuda de dispositivos especiales ayudará a Gordon y Alyx a encontrar suministros. Luego de pasar por un área infestada de zombis, de sobrevivir a una masiva emboscada por parte de La Alianza, logran reencontrarse con Dog quien los salva de un Zancudo en una batalla. Finalmente el dúo llega a White Forest.

### Las enemistades peligrosas
Ya en White Forest donde entregan la información de la doctora Mossman y los códigos del superportal, Gordon y Alyx se reunén con Eli, Kleiner y Magnusson quienes aún siguen trabajando en el cohete. Al poco tiempo la base es atacada brevemente por la Alianza, sin embargo Freeman logra repeler la invasión. Luego se reúne con sus compañeros para ver el vídeo de la doctora Mossman, quien salió de White Forest hace poco hacia un lugar desconocido, aunque por las imágenes parece ser algún lugar del ártico. El doctor Kleiner descubre entonces que su grabación incluye datos sobre un misterioso barco: el "Borealis". Dicho barco, llevaba toneladas de material de los laboratorios de Aperture Science (empresa rival de Black Mesa y lugar donde transcurren los acontecimientos de Portal y Portal 2), y que al parecer se desvaneció sin dejar rastro. Kleiner lo ve como una oportunidad única para luchar contra la Alianza, pero Eli Vance teme que su poder pueda provocar otro nuevo incidente de las magnitudes de Black Mesa. Luego Gordon habla a solas con Eli después de que este reciba el inquietante mensaje de G-Man por boca de su hija. Es entonces que Eli revela que también conoce a G-Man, refiriéndose a él como "nuestro viejo amigo". Sabe que los ha estado manipulando desde que se presentó en Black Mesa con el cristal que Gordon puso en la Cámara de pruebas, y lamenta que ahora esté usando a Alyx como mensajera. Es en ese momento, cuando Gordon es puesto al frente de la ofensiva para repeler a los Zancudos que se acercan, ya que uno solo de ellos podría destruir el cohete de Magnusson. Tras una dura batalla entre humanos, Raptores y Zancudos alrededor de White Forest, Gordon regresa triunfante tras destruir a todos los enemigos.

### T menos uno
Finalmente el cohete está listo para ser lanzado con los datos del portal a bordo. Tras unos tensos minutos, el cohete, ya en la atmósfera, consigue cerrar el portal gigante por medio del dispositivo con los datos del portal. Ahora la nueva misión de Gordon y Alyx es la búsqueda de Judith Mossman y del Borealis, por lo que se disponen a tomar un helicóptero que los lleve al norte. Eli le dice confidencialmente a Gordon que ese barco debe ser destruido cueste lo que cueste, seguramente porque sabe que, además de Black Mesa, solo Aperture Science ha experimentado con portales.
No obstante, el inicio de esta nueva aventura se ve opacada por una tragedia: justo cuando Alyx y Gordon se despiden de Eli para tomar el helicóptero, dos Consejeros irrumpen de repente en el hangar, dañando el helicóptero. Estas criaturas, semejantes a las babosas, poseen un inmenso poder mental que inutiliza a Gordon y Alyx, dejando a Eli a su merced. Eli intenta combatirlas, pero fracasa. Ante los ojos horrorizados de Alyx, su padre muere víctima de una de las criaturas, que utilizando una especie de probóscide, penetra violentamente en su cabeza y absorbe su materia gris. En el último momento Dog irrumpe en la escena y logra llegar a tiempo para salvar del mismo destino a Alyx y a Gordon, pero las criaturas escapan. El juego termina con los llantos de Alyx junto al cuerpo de su padre mientras Dog y Gordon ven impotentes y horrorizados la escena.

## The Orange Box
Con la Orange Box de Valve, Half-Life 2: Episode Two se incluye junto a otros dos videojuegos:
- Team Fortress 2, un videojuego multijugador basado en clases de lucha por equipos.
- Portal, un videojuego de lógica en el que la protagonista se encuentra en un complejo científico, probando un arma que puede abrir portales. Este juego es innovador al tener esta mecánica, creando así caminos infinitos, en el que el jugador no para de caer sobre la salida y el destino.

En un principio no fue doblado al español, al contrario que anteriores entregas. Sí fue subtitulado para PC, pero no para Xbox 360. No obstante, gracias a la presión de las comunidades hispana de jugadores, Valve realizó el doblaje del videojuego, aunque sólo para PC. Las nuevas voces pueden descargarse desde Steam en forma de actualización desde finales de enero de 2008.